# کلسی استوارت
کلسی استوارت (انگلیسی: Kelsey Stewart؛ زادهٔ ۱۵ اوت ۱۹۹۴) بازیکن سافت‌بال است.
وی در مسابقات کشوری و بین‌المللی در مجموع برندهٔ ۱ مدال نقره شده‌است.